# Arvid Eriksson (fotbollsspelare)
Arvid Jonas Torbjörn Eriksson, född 5 februari 2003, är en svensk fotbollsspelare som spelar som mittback för Jönköpings Södra.

## Karriär
Eriksson inledde karriären i Mullsjö IF. 
2019 kom han till Jönköpings Södra, där han 2022 blev uppflyttad till a-laget tillsammans med Emirhan Gecer.
Säsongen 2022 spelade han 17 matcher i Superettan.